# Frances Marie Burke
Frances Marie Kenney (nombre de soltera, Burke; Philadelphia, 4 de mayo de 1922 – 2 de diciembre de 2017) fue una modelo de belleza estadounidense, que ganó el concurso de Miss America de 1940.

## Biografía
Burke nació en Philadelphia, y fue coronada Miss America en el Boardwalk Hall de Atlantic City el 7 de septiembre de 1940. Compitió como representante de Miss Philadelphia.
Después de ganar el título de Miss America, Burke trabajó como una exitosa modelo. A pesar de que tuvo ofertas en Hollywood, escogió estar cerca de su familia en Philadelphia.
Burke estudo casada con Lawrence Kenney durante 72 años y con el que tuvo cuatro hijos (Missy, Wendy, Lawrence y William).